# 布柳德尼基
49°6′40″N 24°37′53″E / 49.11111°N 24.63139°E
布柳德尼基（烏克蘭語：Блюдники），是烏克蘭西部的村莊，隸屬伊萬諾-弗蘭科夫斯克州的伊萬諾-弗蘭科夫斯克區。該村始建於1940年，面積17.4平方公里，2001年人口716，人口密度每平方公里41.2人。